# Ijiraq (astronomia)
Ijiraq, o Saturno XXII, è un satellite naturale irregolare di Saturno, in moto progrado attorno al pianeta. È stato denominato in base agli Ijiraq, creature della mitologia degli Inuit.

## Scoperta
Il satellite è stato scoperto dal team di John Kavelaars nel 2000. Al momento della scoperta gli fu assegnata la denominazione temporanea S/2000 S 6.

## Denominazione
La denominazione ufficiale gli è stata assegnata l'8 agosto 2003 in riferimento agli Ijiraq, creature della mitologia degli Inuit.
L'astronomo Kavelaars suggerì questo nome per uscire dalla tradizione nella nomenclatura astronomica di utilizzare di nomi Greco-Romani. Effettuò ricerche per mesi, cercando di trovare dei nomi che potessero essere multiculturali e canadesi. Nel marzo 2001, trovò una fiaba Inuit che raccontava di una creatura fantastica chiamata Ijiraq che gioca a nascondino, in analogia alle piccole lune di Saturno che sono difficili da trovare e fredde come l'artico Canadese (il gruppo di scopritori include canadesi, norvegesi e islandesi — la loro caratteristica in comune è l'appartenenza a regioni nordiche). L'astronomo contattò l'autore di questa fiaba, il canadese Michael Kusugak per ottenere il suo consenso. Quest'ultimo lo concesse e suggerì anche i nomi per Kiviuq e 90377 Sedna.

## Parametri orbitali
Ijiraq orbita attorno a Saturno in 451 giorni a una distanza media di 11,1 milioni di km, su un'orbita molto simile a quella di Kiviuq. Si ritiene che a Ijiraq si applichi il meccanismo di Kozai, che comporta la riduzione ciclica dell'inclinazione con contemporaneo aumento dell'eccentricità. L'argomento del pericentro oscilla attorno a 90° con un'ampiezza di 60°.
Come Kiviuq e Thrymr, i parametri orbitali di Ijiraq si sovrappongono con quelli di Febe ed è probabile che i due corpi entreranno in collisione in futuro.

## Caratteristiche fisiche
Il satellite ha un diametro di circa 12 chilometri e orbita attorno a Saturno ad una distanza media di 11,125 Gm in 451,5 giorni, con un'inclinazione di 50° sull'eclittica (31° rispetto all'equatore di Saturno) e con un'eccentricità di 0,322.
Fa parte del gruppo Inuit dei satelliti irregolari di Saturno. Recenti osservazioni hanno rivelato che è significativamente più rosso di Paaliaq, Siarnaq e Kiviuq. Il suo gradiente spettrale (una misura della riflettanza in funzione della lunghezza d'onda) ha una pendenza doppia rispetto a quella tipica dei satelliti Inuit (20% per 100 nm), che è tipica di un oggetto transnettuniano rosso come Sedna, ma non presente negli altri satelliti irregolari. In aggiunta, nello spettro di Ijiraq manca la debole linea di assorbimento a 0,7 µm, presente negli altri tre satelliti, e attribuita alla presenza di umidità.